# 유한회사
유한회사(有限會社, limited company)는 합명회사의 장점(회사의 자치를 넓게 인정하는 것)과 주식회사의 특색(사원의 책임이 새로운 것)을 결합한 회사제도이다. 대한민국 상법상의 유한회사는 독일의 유한회사법을 모델로 하여 일본이 1938년 유한회사법을 제정하면서 도입한 내용을 그대로 상법에 받아들이면서 생긴 형태이다.

## 개요
유한회사란 상행위와 기타 영리행위를 하는 것을 영업으로 하는 목적으로 설립한 사단법인이다. 유한회사는 구 상법하에서는 특별법인 주식회사법에 규정했었으나 신 상법하에서는 이를 상법전 속에 규정하였다.
유한회사는 원칙으로 주식회사와 같이 회사에 그 출자금액을 한도로 하는 책임을 지는 사원(회사채무에 관하여 회사채권자에 대해 직접으로는 책임을 지지 않고, 단순히 회사에 대하여 출자의무를 지는 데 불과한 사원)만으로 조직하는 회사이다(553). 유한회사는 물적 회사에 인적 회사의 요소를 가미한 대기업형태 회사이다. 다시 말하면 사원 전원의 책임이 간접분화된 기관을 가지고 있는 점 등 많은 점에서 주식회사와 비슷하나 그 복잡·엄격한 규정이 완화되고 지분(持分)의 양도가 자유롭지 못한 점 등 인적 회사와 비슷한 폐쇄적·비공개적 성격을 가지고 있는 점에서는 이와 상이하다. 
유한회사가 주식회사와 다른 점을 들어보면 다음과 같다. 즉 ① 설립절차가 간단하고 발기설립에 해당하는 방법만이 인정된다는 것. ② 자본의 최저액이 법정되어 있는 것.(상법개정으로 삭제됨12.04.15시행) ③ 사원의 총수가 제한되어 있는 것.(상법개정으로 삭제됨12.04.15시행) ④ 설립 또는 자본증자시에 사원의 공모를 인정하지 아니하는 것. ⑤ 출자에 대한 사원의 연대책임을 인정하고 있지 않는다. ⑥ 지분의 양도가 자유롭지 못하고 또한 지분의 신통화가 인정되지 않는 것. ⑦ 기관의 구성이 간이화된 것. ⑧ 사원총회의 권한이 크며 그 절차 및 결의방법이 간이화되어 있는 것. ⑨ 계산서류의 비공개성 등 공시주의가 완화되어 있는 것. ⑩ 건설이자배당의 제도가 없는 것. ⑪ 사채(社債) 발행을 인정하지 않는 것 등이다.

## 설립
유한회사는 주식회사에 비하면 폐쇄적이고 비공중적(非公衆的)인 회사이다. 회사를 설립하는 과정은 주식회사보다 더 쉽다. 주식회사의 발기설립에 해당하는 방법 밖에는 인정되지 않으므로 사원이 되려는 자가 정관을 작성해서 대체적으로 주식회사의 발기설립의 경우와 비슷한 설립절차를 밟아서 설립하면 된다(543-551). 개정 전에는 유한회사를 설립할 때 2인 이상의 사원이 필요했지만 2001년 개정시에 그 제한까지 폐지하였다.(543; 1항) 이와 같이 유한회사의 설립에 사원이 되려는 자 외에 발기인을 인정할 필요가 없으며 상술한 자가 정관을 작성하고 정관이 정한 자본총액을 인수한다. 다음에 이사는 각 사원으로 하여금 출자전액의 납입 또는 현물출자의 목적인 재산 전부를 급여한다(548). 유한회사의 설립등기는 위의 납입 또는 급여가 있은 날로부터 2주 이내에 하여야 한다(549). 유한회사는 본점 소재지에서 설립등기를 해야 성립하며(172) 법인격을 취득한다. 또한 현물출자 또는 재산인수의 목적인 재산의 회사성립 시점네 실제 가격이 정관에 정한 가격에 비하여 현저하게 부족한 경우에는 회사성립 당시의 사원은 회사에 대하여 그 부족액을 연대하여 지급할 책임이 없다(550). 상법 548조 1항의 규정에 의한 납입 또는 급여가 완료되지 않은 출자가 있을 경우에는 회사성립 당시의 사원(이사도 포함)은 회사에 대하여 그 납입되지 않은 금액 또는 이행되지 않은 현물의 가액(價額)을 연대하여 지급할 책임을 진다(551; 1항). 위의 사원의 책임은 면제할 수가 없으나 이사의 책임은 모든 사원의 동의에 의하여 면제할 수가 있다(550; 2항, 551; 2항·3항). 유한회사의 설립무효는 주식회사에 관한 규정을 준용하며, 설립취소는 합명회사에 관한 규정을 준용한다(184; 2항, 185, 188, 190, 193).

## 규정
회사가 자주적으로 만든 것으로 실질적으로 회사의 조직 및 활동에 관한 규칙을 말하며 기재한 서면을 말한다. 

## 사원·지분
사원이 될 수 있는 자격에 대해서는 법률상의 제한이 없으며 원칙적으로 법률상의 인격자는 누구나 사원이 될 수 있다. 사원의 총수는 원칙적으로 1명 이상 50명 이하로 제한되어 있다. 다만 특별한 사정이 있는 경우에는 법원의 인가를 얻어서 이를 증가할 수 있다현재 545조 삭제조항(545조 1항). 또한 상속 또는 유증(遺贈)으로 인하여 사원의 수에 변경이 생기는 경우에는 위의 제한은 적용하지 아니한다(545조 2항). 유한회사의 구성원인 사원은 그 사원으로서의 자격에 있어서 회사에 대하여 여러 가지의 권리를 가지고 의무를 지는데 이 사원의 회사에 대한 법률상의 지위를 지분이라고 한다. 각 사원은 그 출자좌수에 따라 지분을 가진다(554조). 지분의 취득원인으로서는 원시취득(회사설립 또는 자본증가에 의한 취득)과 승계(承繼)취득이 있다. 승계취득에는 다시 포괄승계(상속·회사의 합병 등)와 특정승계(지분의 양도)가 있다. 지분의 상실로서는 승계취득의 반면인 상대적 상실과 절대적 상실(지분의 소각)이 있다. 유한회사에서는 주식회사의 경우처럼 합명회사·합자회사와 같은 사원의 퇴사제도는 인정되지 아니한다. 사원의 권리는 자익권과 공익권으로 나누는 것이 보통이다. 자익권으로 이익배당청구권·신출자인수권 및 잔여재산분배청구권 등이 있고, 공익권으로 의결권·사원총회의 결의취소·무효 또는 변경의 소(訴)를 제기하는 권리 등의 단독사원권(각 사원이 단독으로 행사할 수 있는 권리)과 사원총회의 소집청구권 및 소집권·이사(監査)의 해임의 소를 제기하는 권리 등의 소수사원군(법정의 요건을 구비한 일정한 지분을 가진 사원이 행사할 수 있는 권리)이 있다. 사원의 의무는 원칙적으로 출자 의무뿐이다. 모든 사원은 그 출자금액을 한도로 하는 간접의 유한책임을 지는 데 불과하다(553조). 다만 사원은 위의 예외로서 자본충실의 책임을 지는 경우가 있다(550조 1항·2항, 551조 1항·2항·3항, 593조, 605조). 출자 1좌의 금액은 균일하며 5,000원을 내려갈 수가 없다(546조 2항). 출자는 금전과 기타 재산의 출자에 한한다. 이사는 사원명부를 본점에 비치하지 않으면 아니 된다(566조). 또한 사원명부는 회사에 의한 사원에 대한 통지 또는 최고(催告)의 기준이 된다(560조, 353조).

## 이사
이사는 업무집행 및 회사대표를 위한 기관이며 유한회사의 필요적 상설기관이다(561조). 이사가 될 수 있는 자격·인원·임기에 대해서는 법률상 특별한 제한은 없다. 유한회사에 있어서 최초의 이사는 정관으로 정할 수 있으나 만일 정관으로 정하지 아니한 경우는 회사성립전에 사원총회를 열어 이를 선임하여야 한다(547조). 회사가 성립한 후에 있어서는 사원총회에서 이사를 선임한다(567조, 382조 2항). 각 이사는 정관 또는 사원총회의 결의를 특별한 정함이 없는 한 제각기 회사의 업무를 집행하고 또한 회사를 대표하는 권한을 가진다(562조). 또한 이사가 수명인 경우에 정관에 다른 정함이 없으면 회사의 업무집행에 관한 의사결정은 이사의 과반수의 동의를 필요로 한다(564조 1항). 또한 서면결의 내지 직접 가지고 다니면서 받는 결의도 인정된다. 이사의 경업피지의무(競業避止義務)·회사와 거래의 제한·회사에 대한 책임과 사원의 대표소송제기권·유지(留止)청구권·이사해임의 소를 제기하는 권리 등은 주식회사의 경우와 거의 다를 바가 없다(564조 3항, 565조, 567조). 또한 이사와 회사와의 관계, 이사의 보수·해임, 이사에 관한 규정이 준용되고 있다(567조).

## 감사
감사는 회계감사(會計監査)와 업무감사의 권한을 가진 기관이며(569조), 이것은 유한회사의 임의기관(任意機關)이다. 즉 유한회사에 있어서는 정관에 의하여 이를 두기로 규정한 경우에 한하여 설치된다(568조). 감사가 될 수 있는 자의 자격·그 인원수(人員數)·임기(任期)에 대하여는 법률상 특별한 제한이 없다. 다만 법은 다른 지위와의 겸임(兼任)에 관하여 제한하는 규정을 두고 있다(570주, 411조). 감사를 둔다는 정관의 규정이 있는 경우, 최소의 감사는 동시에 정관으로써 규정할 수 있는데, 만약 정관으로써 규정하지 않은 때에는 회사성립 전에 사원총회를 열어서 이를 선임하여야 한다(568조 2항). 회사성립 후 감사는 사원총회에서 선임된다(570조, 382조 1항). 감사와 회사와의 관계, 감사의 책임·보수·해임, 감사에 결원이 생긴 경우의 조치에 관하여는 주식회사의 이사와 감사에 관한 규정(570조)을 준용하고 사원의 대표소송제기권(代表訴訟提起權)에 관하여는 주식회사의 이사에 관한 규정(570조, 565조)을 준용하고 있다.

## 사원총회
사원총회는 사원의 총의(總意)에 의하여 회사 내부에서 회사의 의사를 결정하는 최고의 기관이며 유한회사의 필요적 기관이다. 소집권자는 원칙적으로 이사이며 임시총회의 경우는 감사도 이를 소집할 수 있다(571조 1항). 청산 중의 회사에서는 청산인이 소집권자가 됨이 원칙이다(613조 2항). 그러나 자본 총액의 100분의 3 이상에 해당하는 출자좌수를 가진 소수사원도 일정한 절차에 의하여 총회를 소집할 수 있다(572조 3항, 366조 2항·3항). 총회를 소집하기 위해서는 회일(會日)을 정하고 그 1주간 전에 각 사원에 대하여 서면으로 그 통지를 발송하여야 한다(이 기간은 정관으로 단축할 수 있다：571조 2항). 또 총회는 총사원의 동의가 있을 때에는 소집절차없이 총회를 열 수 있다(573조). 각 사원은 출자(出資) 1좌(座)마다 한 개의 의결권을 가지고 있으나 정관으로 이에 관하여 다른 정함을 할 수 있다(575조). 총회의 결의에는 보통결의(普通決議) ― 정관에 의하여 특별한 규정을 한 경우 외에는 총사원의 의결권의 과반수를 가지는 사원이 출석하고, 출석한 사원의 의결권의 과반수로써 하는 결의(574조) ― 와, 특별결의(特別決議) ― 총사원의 반수 이상이며 총사원의 의결권의 4분의 3 이상을 가지는 자의 동의로써 하는 결의(585조：영업 전부의 양도·정관변경 등) ― 가 있다. 또 유한회사가 그 조직을 변경하여 주식회사로 하는 데에는 총사원의 일치에 의한 총회의 결의를 필요로 한다(607조). 유한회사에 있어서는 절차를 간편하게 하기 위하여 사원총회의 결의에 갈음하는 회사의사의 결정방법으로서 서면(書面)에 의한 결의의 제도가 인정되고 있다(577조). 결의의 목적이 된 사항에 관하여 총사원이 서면으로써 동의를 표시한 때에는 서면에 의한 결의가 있는 것으로 본다. 상기한 서면에 의한 결의는 총회의 결의와 동일한 효력을 가진다(577조). 의결권의 대리인에 의한 행사(368조 2항 371조 2항), 회사의 자기지분(自己持分)의 의결권의 휴지(369조 2항), 의결권수(議決權數)의 계산(371조 2항), 총회의 연기·속행의 결의(372조), 총회의 의사록(373조), 결의취소(決議取消)·무효 또는 변경의 소(訴) 등(376조-381조)에 관하여는 주주총회에 관한 규정이 준용된다(578조).

## 검사인
검사인은 회사의 업무 및 재산의 상황을 조사·보고하는 기관이며 이것은 유한회사의 임시적 기관이다. 검사인이 될 수 있는 자의 자격·인원수에 관하여는 법률상 특별한 제한이 없다. 검사인의 임기는 그 직무(선임된 목적으로서의)가 종료될 때까지이다. 검사인은 법정(法定)의 경우에는 임시로 선임되는데, 그 선임에는 사원총회가 선임하는 경우(578조, 367조)와 법원이 선임하는 경우(582조)가 있다. 또한 검사인의 직무권한은 그 선임되는 경우에 따라 다르나 주식회사의 경우와 거의 같다. 다만 검사인은 설립절차의 조사는 하지 않는 점에 주의를 요한다(298조-300조, 310조, 대조).

## 규칙변경
유한회사는 사원총회의 특별결의에 의하여 어느 조항이나 원칙적으로 자유로이 변경할 수 있다(584, 585). 더욱이 유한회사에서는 모든 사원의 동의가 있을 때에는 소집절차를 거치지 않고 총회를 열어 위의 결의를 할 수 있을 뿐만 아니라 총회의 결의에 갈음하여 서면으로써 위의 결의를 할 수 있다. 규칙변경은 총회의 결의에 의하여 당연히 효력을 발생한다(584). 또한 유한회사에서는 주식회사의 경우와 달리 사원의 성명·각 사원의 출자의 좌수(座數)가 규칙의 절대적 기재사항이므로 사원이 변동한 경우, 당연히 규칙이 변경되게 된다.

## 사원의 지분의 양도
지분은 원칙적으로 양도성이 없는데(556조 1항) 다만 사원총회의 특별결의가 있을 때 또는 사원 상호간의 양도에 있어서 정관에 다른 정함이 있는 때에는 양도할 수 있다(556조 1항·3항). 또한 지분이 양도로 인하여 사원 총수가 법정의 제한(545조)을 초과하는 경우에는 유증(遺贈)의 경우를 제외하고는 그 양도는 효력이 없다(556조 2항). 또 회사는 원칙적으로 자기지분을 취득하지 못한다(560조, 341조, 342조). 지분의 이전은 취득자의 성명·주소와 그 목적이 되는 출자좌수를 사원명부에 기재하지 아니하면 이로써 회사와 제3자에게 대항하지 못한다(557조).

## 사원의 지분의 입질
지분은 질권(質權)을 목적으로 할 수 있다(559조), 그 성립요건과 대항요건은 지분의 양도에 준하고(559조), 그 대항요건으로서는 사원명부에 소정사항을 기재하여야 하며(등록질), 약식질(略式質)은 인정되지 아니한다. 채권을 등록하면 물상대위(物上代位) 기타 등록질(登錄質)에 준한 효력이 생긴다(560조 1항, 339조, 340조). 회사가 자기지분의 취득이나 입질은 원칙상 금지됨도 자기주식의 경우와 같다(560조 1항, 343조). 지분의 압류에 관하여는 합명회사의 경우와 같은 퇴사고지제도는 없으며 다만 일반규정에 의할 수밖에 없다.

## 자본증가
유한회사에 자본 총액은 정관의 절대적 기재사항이다. 따라서 자본을 증가하려면 사원총회의 특별결의로 정관변경해야 한다. 그리고 정관에 다른 정함이 없더라도 자본증가의 결의에서 현물출자(現物出資) 및 재산인수에 관한 사항, 신출자인수권(新出資引受權)의 내용을 정한다(586조, 587조). 자본증가 방법은 출자좌수의 증가, 출자 1좌의 금액의 증가(이 방법에 의하려면 총사원의 동의가 필요) 및 이 양자의 병용(倂用)이 있다. 각 사원은 증가할 자본에 대하여 원칙적으로 그 지분에 따라 출자를 인수할 권리를 갖는다(588조). 예외로서 회사가 장래의 자본증가에 특정한 자에게 출자 인수권을 부여하는 경우가 있다(586조, 587조). 또한 사원이 신출자의 인수를 하지 않는 경우에도 회사는 광고 기타의 방법으로 인수인을 공모할 수 없다(589조). 인수가 끝난 때 이사는 인수인으로 하여금 출자 전액의 납입 또는 현물출자의 목적 재산 전부의 급여를 지급한다(596조, 548조). 출자인수인은 납입의 기일 또는 급여의 기일로부터 이익배당에 관하여 사원과 동일한 권리를 가진다(590조). 회사는 납입 또는 급여가 완료된 날부터 2주간 내에 본점(本店) 소재지에서 자본증가 변경등기를 해야 한다(591조). 자본 증가는 본점 소재지에서 위의 등기를 해야 그 효력이 생긴다(592조). 그리고 현물출자 또는 재산인수의 목적인 재산의 자본증가 당시의 실제 가격이 자본증가의 결의로 정한 가격에 현저하게 부족한 때에는 그 결의에 동의한 사원은 회사에 대하여 연대(連帶)하여 그 부족액을 지급할 책임이 있다. 위의 사원의 책임은 면제하지 못한다(593조). 또한 자본증가 후에 아직 인수되지 않은 출자가 있는 때에는 이사와 감사가 공동으로 인수한 것으로 보고(594조 1항) 자본증가 후 아직 출자 전액의 납입 또는 현물출자의 목적인 재산의 급여미필의 출자가 있는 때에는 이사와 감사는 연대하여 납입 또는 급여미필 재산의 가액(價額)을 지급할 책임을 진다(594조 2항). 위의 이사의 책임은 총사원의 동의에 의하여 면제할 수 있다(593조 2항, 594조 3항). 자본증가의 무효는 자본증가로 인한 변경의 등기를 한 날로부터 6월 내에 소(訴)만으로 이를 주장할 수 있다(595조 1항). 소(訴)를 제기할 수 있는 자는 사원 또는 이사에 한한다. 이 소(訴)에 관하여는 주식회사의 '신주발행(新株發行) 무효의 소(訴)에 관한 규정이 준용된다(595조 2항).

## 자본감소
자본을 감소함에는 사원총회의 특별결의에 의한 정관변경이 필요하다(584조, 585조). 이 총회에서는 감소되어야 할 자본액 및 감소의 방법을 정해야 한다(597조, 439조). 자본감소의 방법으로서는 출자 1좌의 금액의 감소·출자좌수(座數)의 감소 및 이 양자의 병용이 있다. 출자 1좌의 금액의 감소에 의한 방법에는 환급(還給)과 절기(切棄)가 있으며, 출자좌수의 감소에 의한 방법에는 지분의 소각(消却) 또는 지분의 병합(倂合)이 있다. 또한 채권자 보호의 절차, 단지분(端持分)의 처치(處置), 자본감소 무효의 소(訴) 등에 관하여는 주식회사에 관한 규정이 준용되며(597조), 유한회사에서의 자본감소에 관하여는 주식회사의 경우와 거의 다른 바가 없다.

## 회사변경
유한회사는 총사원의 일치에 의한 총회의 결의로써 주식회사로 그 조직을 변경할 수 있다(607; 1항). 
이 경우에는 조직변경시에 발행하는 주식의 발행가액(發行價額)의 총액은 회사에 현존하는 순재산액(純財産額)을 초과할 수 없다(607; 2항). 
유한회사의 주식회사로의 조직변경은 법원의 인가를 받아야 효력이 생긴다(607; 3항). 
회사에 현존하는 순재산액이 조직변경의 결의 당시의 이사·감사와 사원은 회사에 대하여 연대책임이 없으며 그 부족액을 지급할 책임도 없다. 위의 사원의 책임은 면제할 수 있으며 이사·감사의 책임은 총사원의 동의로써 면제할 수 있다(607; 4항). 

## 합병
합병하는 당사회사의 일방 또는 쌍방이 유한회사인 때에는 존속회사 또는 신설회사는 유한회사이어야 한다(174조 2항). 또 해산 후의 회사는 존립중의 회사를 존속회사로 하는 경우에 한하여 합병할 수 있다(174조 3항). 합병을 하는 데에는 사원총회의 특별결의가 필요하다(598조). 신설 합병의 경우에는 정관의 작성 기타 설립에 관한 행위는 각 당사회사에세 선임한 설립위원이 공동으로 해야 한다(599조). 유한회사가 주식회사와 합병하는 경우에는 존속회사 또는 신설회사는 주식회사 또는 유한회사의 어느 것이라도 괜찮으나 존속회사 또는 신설회사가 주식회사인 때에는 법원의 인가를 얻어야 효력이 생긴다(600조 1항). 또 합병 당사 회사의 일방이 사채(社債)의 상환을 완료하지 않은 주식회사인 때에는 존속회사 또는 신설회사는 유한회사로 되지 못한다(600조 2항). 주식에 대한 질권의 효력, 합병의 등기 등에 관하여는 특별히 규정을 두고 있다(601조, 602조). 또한 합병의 절차, 효력발생의 시기·효과, 무효의 소(訴) 등에 관하여는 합명회사 및 주식회사의 규정이 준용되고 있다(603조).

## 회사의 계산
유한회사의 계산에 대하여는 주식회사의 계산에 관한 규정을 원칙적으로 준용하나 유한회사가 주식회사에 비해 비공개적·폐쇄적이며 인적 회사의 성격이 강하므로 몇 가지 다른 점이 있다. 예컨대 건설이자 배당제도의 불인정이라든가 감사가 필요적 기관이 아니기 때문에 감사보고서의 작성이 필히 요구되지는 않는다는 점, 주식회사의 경우에 회계장부 열람권이 소수주주권인 데 비해 유한회사에서는 소수사원에게는 물론 정관으로 각 사원에게 부여할 수 있으며 다만 이 경우에는 재무제표부속명세서의 작성을 요하지 않는다(581조). 이사는 매결산기에 재무제표와 그 부속명세서 및 영업보고서(감사가 있는 때에는 감사보고서도 작성)를 작성하여 정기총회 회일(會日) 1주일 전부터 본점에 비치하여야 하며, 이익의 배당은 정관에 다른 규정이 없는 한 각 사원의 출자좌수에 따라야 한다. 업무·재산상태의 검사, 재무제표의 총회제출의무·승인·책임의 해제, 자산평가방법, 창업비, 준비금 등에 관해서도 주식회사의 계산규정이 준용된다(579-583조 참조).

## 이익배당
이익의 배당은 정관에 다른 정함이 있는 경우 외에는 각 사원의 출자좌수에 따라 행하여야 한다(580조). 배당가능 이익을 산출하는 기준에 대해서는 주식회사에 관한 규정이 준용되고 있다(583조, 462조). 또한 유한회사에서는 건설이자(建設利子)의 배당은 인정되지 않는다.

## 해산·청산
유한회사의 해산원인은 회사의 ① 존립기간의 만료 기타 정관으로 정한 사유의 발생, ② 사원이 1인으로 된 때, ③ 법원의 명령 또는 판결과 사원총회의 결의 등이다(609조). 유한회사에서는 주식회사의 경우와 달리 사원이 1인으로 된 때가 해산원인으로 되어 있으므로 일인회사(一人會社)는 인정되지 않는다. 그러나 이러한 경우에는 새로이 사원을 가입시켜서 회사를 계속할 수 있다. 또 존립기간의 만료 기타 정관에 정한 사유의 발생 또는 사원총회의 결의로써 해산한 때에는 사원총회의 특별결의로써 계속할 수 있다(610조). 이외에도 회사의 계속에 관하여는 특별히 규정을 두고 있다(613조). 유한회사의 청산은 인적 회사에서와 같은 임의청산은 전혀 인정되지 아니하고 반드시 엄격한 법정청산(法定淸算)의 절차에 의하여야 한다. 또한 청산절차 대체로 주식회사에 관한 규정이 준용된다(613조). 청산회사에서 이사는 그 지위를 잃고 청산인이 이에 대체되는 것이지만 사원총회·감사·검사인 등 기관은 청산 중에도 존속하고 주식회사의 경우와 달리 각자 회사의 집행기관을 구성한다. 청산인에는 주식회사의 경우와 같이 법정청산인·정관에 의한 청산인·사원총회의 선임에 의한 청산인과 법원의 선임에 의한 청산인이 있다. 청산인의 해임에 관하여는 특별히 규정되어 있다(613조 2항, 539조 1항·2항). 잔여재산은 정관에 특별한 정함이 있는 경우 외에는 각 사원의 출자좌수에 따라서 분배하여야 한다(612조). 청산인의 직무권한은 합명회사와 주식회사의 청산인의 경우와 거의 같다(613조). 또한 유한회사의 청산인은 청산사무의 집행방법, 회사대표 등에 관하여는 합명회사의 청산인에 관한 규정이 준용되고(613조 1항, 254조 2항·3항, 255조), 청산인의 권리·의무와 책임, 직무집행의 정지, 직무대행자의 선임, 청산의 종결 등에 관하여는 주식회사의 규정이 준용된다(613조).

## 대한민국의 예시
- 한국P&G
- 나이키코리아
- 한국존슨앤드존슨판매
- 헨켈홈케어코리아
- 옥시레킷벤키저
- 삼성코닝어드밴스드글라스

## 같이 보기
- 유한책임회사
- 합명회사
- 합자회사
- 주식회사